# Этюд в багровых тонах
«Этю́д в багро́вых тона́х», в другом распространённом переводе — «Кра́сным по бе́лому» (англ. A Study in Scarlet) — детективная повесть Артура Конана Дойла, опубликованная в 1887 году. Именно в этом произведении впервые появляется Шерлок Холмс. Первое издание в журнале было проиллюстрировано Дэвидом Генри Фристоном. Первое издание в качестве книги было проиллюстрировано отцом Артура, Чарльзом Дойлом, а второе — Джорджем Хатчинсоном.
27-летний Артур Конан Дойл написал повесть всего за три недели. После ряда отказов повесть впервые была опубликована издательством Ward and Lock в журнале Beeton’s Christmas Annual за 1887 год. Автор получил 25 фунтов стерлингов в обмен на все права на повесть (сам Дойл настаивал на роялти). Уже в следующем 1888 году то же издательство выпустило повесть в качестве отдельной книги, а ещё через год увидело свет второе издание произведения.

## Сюжет

### Часть 1. «Из воспоминаний доктора Джона X. Уотсона, отставного офицера военно-медицинской службы»

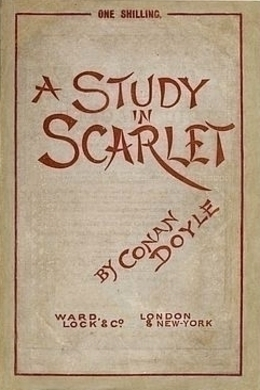
Первое издание в виде книги, 1888 год

1881 год. Доктор Уотсон рассказывает о своей недолгой и бесславной армейской службе. В ходе афганской кампании он получил тяжёлое ранение в руку, а уже в госпитале подхватил брюшной тиф и в итоге после выздоровления его отправили в Англию, дав 11-месячный отпуск. Уотсон оседает в Лондоне на нищенской военной пенсии. В баре «Критерион» Уотсон встречает Стамфорда, работавшего с ним в больнице и интересуется, есть ли в Лондоне жильё за умеренную плату. Стамфорд отвечает, что его знакомый Шерлок Холмс нашёл приличную квартиру и ищет компаньона, чтобы разделить плату. Уотсон и Стамфорд немедленно отправляются к Холмсу и смотрят квартиру, в итоге Уотсон принимает предложение Холмса и поселяется с ним в квартире на Бейкер-стрит, в доме № 221 Б. Сначала Уотсон принимает Холмса за химика, но тот оказывается сыщиком-консультантом. Холмс развеивает скептицизм Уотсона, верно определив, что посыльный, принёсший ему письмо, был сержантом морской пехоты. 
В письме полицейский сыщик Тобиас Грегсон просит Холмса о помощи. Ночью в пустом доме № 3 по Лористон-Гарденс, близ Брикстон-роуд, находят труп американца Еноха Дж. Дреббера из Кливленда (штат Огайо). Холмс по просьбе инспекторов Лестрейда и Грегсона без труда устанавливает причину смерти несчастного — это яд. В карманах мертвеца находят два письма, свидетельствующие, что он и его секретарь Джозеф Стэнджерсон собирались отплыть из Ливерпуля в Нью-Йорк; также на месте преступления обнаружено женское обручальное кольцо, а на стене рядом с телом кровью оставлена надпись RACHE (по-немецки «месть»).
Лестрейд вскоре выходит на след Стэнджерсона, секретаря погибшего Дреббера, и наносит ему визит, в ходе которого выясняется, что тот тоже убит — зарезан в своём номере в пансионе. В номере также находят оставленную кровью надпись RACHE, а также две пилюли и телеграмму «Дж. Х. в Европе». Эксперимент, поставленный Холмсом, показал, что одна из пилюль безвредна, а вторая содержит сильнодействующий яд; таким образом, убийца хотел предоставить равные шансы себе и погибшему.
Ещё до убийства Стэнджерсона Холмс даёт в газету объявление о пропаже кольца (на имя своего компаньона Джона Уотсона) в надежде найти преступника, но сыщика ловко обманывает сообщник убийцы — молодой актёр, переодевшийся в старушку. Под видом переезда Холмс вызывает подозреваемого кебмена к своему дому с помощью нанятых уличных мальчишек-оборванцев. С просьбой помочь занести вещи он приглашает его к себе, где в тот момент находятся инспектор Лестрейд и сыщик Грегсон, расследующие это дело, а также доктор Уотсон и сам Холмс. Когда кебмен наклоняется за чемоданом Холмса, тот надевает на него наручники и объявляет присутствующим: «Джентльмены, позвольте представить вам мистера Джефферсона Хоупа, убийцу Еноха Дреббера и Джозефа Стэнджерсона!» Убийца делает попытку выбраться через окно, но Уотсон, Лестрейд и Грегсон скручивают преступника.

### Часть 2. «Страна святых»
Повествование переносится на 34 года в прошлое, в июль 1847 года. Группа из 22 человек странствовала в поисках лучшей доли по Дикому Западу. В итоге в живых остаются лишь двое — некто Джон Феррье и 5-летняя осиротевшая девочка Люси, которую Феррье теперь считает своей дочерью. Караван мормонов обнаруживает Феррье и Люси в пустыне, когда те уже устали от долгих скитаний без воды и еды и уже отчаялись найти выход из своего безысходного положения. Мормоны обещают взять несчастных с собой в колонию, если те примут мормонскую веру; Феррье соглашается. Вскоре группа мормонов достигает Юты, где и строит свой собственный город. За 12 лет Джон Феррье становится известным и богатым человеком и один растит приёмную дочь, при этом оставаясь холостяком, за что нередко выслушивает упрёки от земляков-многожёнцев.
Однажды Люси спасает молодой человек Джефферсон Хоуп, добропорядочный христианин и сын старого знакомого Феррье. Он становится частым гостем в доме семьи Феррье — Джона и Люси. Хоуп занимается тем, что ищет в горах серебро, и прибыл с друзьями в Солт-Лейк-Сити, чтобы подзаработать на разработку открытых им же месторождений. С этой целью он промышляет охотой, которой хорошо обучился у воспитывавших его индейцев Уашо. Вскоре Хоуп объявляет Люси о том, что ему нужно уехать на 2 месяца, но прежде этого он предлагает ей выйти за него замуж. Девушка соглашается, её отец также очень рад решению дочери, потому что он никогда бы не решился выдать её за мормона (Джон Феррье считает многожёнство делом постыдным). Когда Хоуп уезжает, к Феррье приходит старейшина колонии — Бригем Янг и обязывает Феррье выдать свою дочь либо за сына Дреббера, либо за сына Стэнджерсона. Поговорив с дочерью, Феррье решает дождаться возвращения Хоупа и втроём бежать из колонии. На следующий день сын Стэнджерсона (Джозеф) и сын Дреббера (Енох) приходят к Феррье свататься. Феррье грубо выпроваживает обоих, что по нравам колонии считается смертельно опасным проступком. Вскоре Янг посылает Феррье записку: «На искупление вины тебе даётся двадцать девять дней, а потом…»
За день до окончания отведённого срока возвращается Хоуп. Беглецам удаётся пройти караул, якобы имея разрешения от Совета Четырёх (Дреббера, Стэнджерсона, Кемболла и Джонстона), но вскоре за ними отправляется погоня. На второй день запасы еды истощаются, и Хоуп отправляется на охоту. Ночью он возвращается в лагерь с добычей, но там не оказывается ни Джона, ни Люси. Хоуп понимает, что случилось непоправимое, когда он находит свежую могилу с надписью: «Джон Феррье из Солт-Лейк-Сити. Умер 4 августа 1860».
Хоуп возвращается в колонию, где от мормона Купера узнаёт, что Люси насильно выдали замуж за Еноха Дреббера и что именно Джозеф Стэнджерсон застрелил её отца. Через месяц после свадьбы Люси умирает. Незадолго до похорон одичавший и оборванный Хоуп пробирается к гробу и снимает с её пальца обручальное кольцо. Он уходит в горы, скитается, ведёт дикую жизнь, затем 5 лет работает на рудниках для того, чтобы поднакопить денег и отомстить негодяям, погубившим его невесту и её отца. Вернувшись в Солт-Лейк-Сити, он узнаёт, что младшие члены мормонской колонии, в том числе и сыновья Дреббера и Стэнджерсона, взбунтовались, отказались от мормонской веры и уехали. Годами он ездил по городам и штатам, разыскивая Еноха Дреббера и Джозефа Стэнджерсона, затем последовал за ними в Европу. В итоге герой находит их в Лондоне и совершает свой акт мести.
Не дождавшись суда, Джефферсон Хоуп умирает от расслоения аневризмы грудной аорты (факт наличия болезни был засвидетельствован доктором Джоном Уотсоном вскоре после поимки преступника на Бейкер-Стрит, 221 Б).

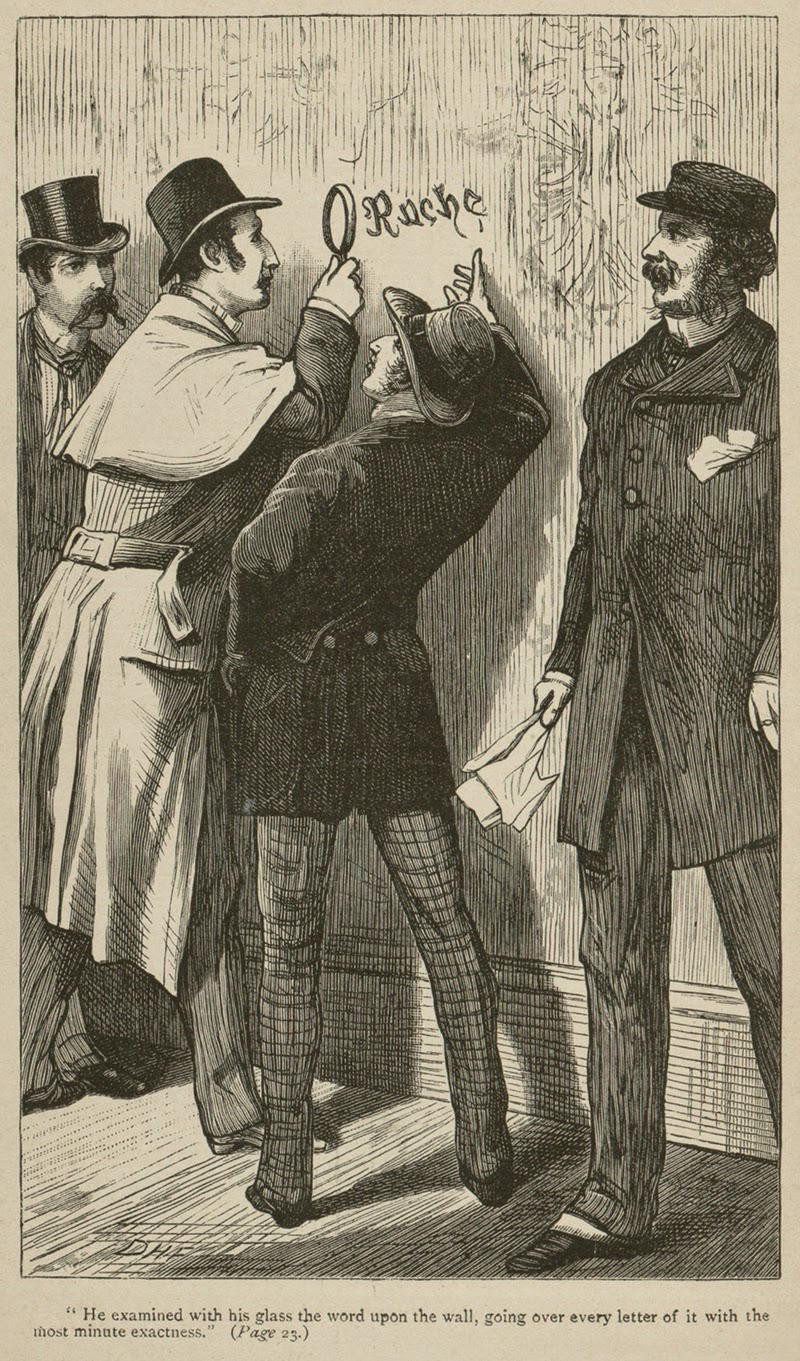
Иллюстрация Дэвида Генри Фристона из «Beeton’s Christmas Annual», изображающая героев повести возле места убийства; слева направо: доктор Ватсон, Холмс, Лестрейд и Грегсон.

## Написание повести
По предположению Майкла Гаррисона сюжет может восходить к реальному уголовному делу об исчезновении немецкого пекаря и кондитера Урбана Наполеона Стэнджера (ср. с персонажем повести — секретарём Джозефом Стэнджерсоном). Для его поисков привлекли частного детектива Уэндела Ширера, однако после того, как он не смог установить обстоятельства преступления, в убийстве пропавшего обвинили управляющего пекарни, Франца Феликса Штумма.
Мормоны в повести изображены с довольно неприглядной стороны, в частности, автор утверждает, что убийства инакомыслящих были для них обычной практикой. В результате «Этюд в багровых тонах» неоднократно подвергался критике со стороны различных деятелей мормонской церкви. По словам дочери писателя, Конан Дойл впоследствии признавал, что роман «был полон ошибок в части изображения мормонов». Потомок реального Бригема Янга Леви Янг, с которым писатель встречался в Солт-Лейк-Сити, утверждал, что тот признавался ему в том, что был введён в заблуждение относительно мормонов.
Одним из рецензентов повести стал сам Холмс. В повести «Знак четырёх» он подверг критике произведение, автором которого в реалиях эпоса является Ватсон:

Я видел вашу повесть. И, должен признаться, не могу поздравить вас с успехом. Расследование преступления — точная наука, по крайней мере должно ею быть. И описывать этот вид деятельности надо в строгой, бесстрастной манере. А у вас там сантименты. Это всё равно что в рассуждение о пятом постулате Эвклида включить пикантную любовную историю. <…> Кое о чём можно было и умолчать или хотя бы соблюдать меру в изложении фактов. Единственное, что заслуживает внимания в этом деле, — цепь рассуждений от следствия к причине. Это и привело к успешному раскрытию дела.
— «Знак четырёх»

## Переводы на русский язык
Первое издание романа на русском языке появилось в 1898 году в декабрьском номере журнала «Свет» под названием «Поздняя месть (Уголовный роман Дойля)», оно было переведено с немецкого Вл. Бернаскони. С тех пор сделано более 10 переводов, публиковавшихся под названиями «Красным по белому», «Красное по белому», «Багровый след», «Мормоны в Лондоне» и другими. Наиболее распространённым является перевод Натальи Тренёвой, выполненный для собрания сочинений Конан Дойла, которое опубликовано в 1966 году.

## Экранизации
- Кровавая надпись
- Этюд в розовых тонах
- Этюд о Шарлотте ( «Элементарно», 4 сезон, эпизод 13)